# アントニア (映画)
『アントニア』（原題：Antonia）は、1995年製作のオランダ・ベルギー・イギリス合作映画。ビデオ題は『アントニアの食卓』。

## キャスト
- アントニア：ヴィルケ・ファン・アメローイ（英語版、オランダ語版）
- ダニエル：エルス・ドッターマンス（英語版、ドイツ語版、オランダ語版、フランス語版）
- バス：ヤン・デクレール
- ドラ・ヴァン・デル・グルーエン（英語版、フランス語版、オランダ語版）
- テレーズ：ヴェールレ・ヴァン・オファーロープ

## 受賞
| 映画賞・映画祭     | 部門                   | 対象 | 結果 |
| ------------------ | ---------------------- | ---- | ---- |
| トロント国際映画祭 | 観客賞                 |      | 受賞 |
| 第68回アカデミー賞 | アカデミー外国語映画賞 |      | 受賞 |